# Међународна економија
Међународна економија је самостална научна дисциплина која има сопствени предмет изучавања. Прожима се и граничи са многим другим научним дисциплинама као што су: микроекономија, макроекономија...
Постоје две дефиниције Међународне економије: Мекмиланова дефиниција и Оксфордска дефиниција.
- Мекмиланова дефиниција

Међународна економија је део економије који се бави трансакцијама роба и услуга између земаља. Дели се на две области: чиста и монетарна теорија. Чиста поклања пажњу реалним величинама (нпр. добицима од трговине) а монетарна одређивању девизног курса између валута и механизмима којима се постиже равнотежа платног биланса.
- Оксфордска дефиниција

Међународну економију чине делови економије који се тичу односа између различитих држава. То укључује размену добара и услуга, кретање фактора, кретање капитала, трансфер технологије, девизни курс и резерве. Изучава државне политике, регионалне институције и међународно преговарање.
Напомена: Текст преузет из књиге „Принципи интернационалне трговине"- Давид Ђ. Дашић